# Lo Ka Chun

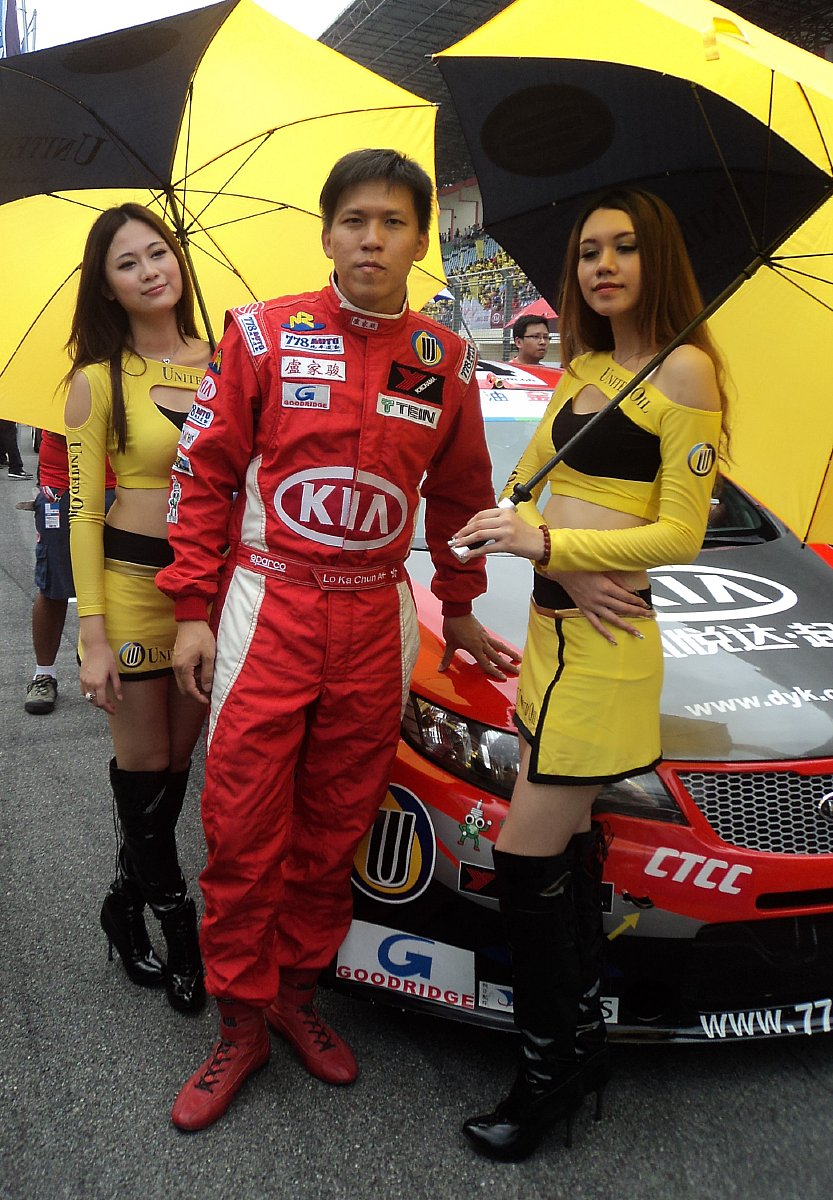
Lo mit Grid-Girls (2012)

Lo Ka Chun (chinesisch 盧家駿 / 卢家骏, Pinyin Lú Jiājùn, Jyutping Lou4 Gaa1zeon3, * 11. November 1977 in Hongkong) ist ein Hongkong-chinesischer Autorennfahrer. Von 2004 bis 2011 startete Lo in der China Touring Car Championship und entschied die Meisterschaft 2006 für sich. Darüber hinaus ist Lo zweimaliger Gesamtsieger der Asian Touring Car Series (2002 und 2004) sowie einmaliger Meister der Hong Kong Touring Car Championship (2009).

## Karriere
Lo tritt überwiegend in asiatischen Tourenwagenmeisterschaften an. 1999 wurde er Vizemeister der China Touring Car Championship (CTCC). Darüber hinaus wurde in dieser und der darauf folgenden Saison Gewinner der Independents-Wertung der Asian Touring Car Championship (ATCC). Von 2001 bis 2004 gewann er viermal in Folge in einem Honda Civic das Macau Cup Race auf dem Guia Circuit. 2002 bestritt Lo die Saison der Asian Touring Car Series und entschied mit fünf Siegen die Gesamtwertung für sich. 2003 wechselte er in die Hong Kong Touring Car Championship (HKTCC) und beendete die Saison als Vizemeister. Ein Jahr später kehrte Lo in die Asian Touring Car Series zurück und wurde mit drei Siegen zum zweiten Mal Meister.
Von 2004 bis 2011 war Lo in der China Touring Car Championship aktiv. Die ersten vier Jahre absolvierte er mit einem Nissan Sunny. In diesem Zeitraum wurde er zweimal Vizemeister (2004 und 2005) und einmal Meister (2006). Nachdem er 2007 den vierten Meisterschaftsplatz belegt hatte, wechselte Lo 2008 zu KIA und erhielt einen KIA Cerato. Er schloss die Saison auf dem vierten Platz ab. 2009 verbesserte sich Lo auf den dritten Platz der Meisterschaft. 2010 erhielt Lo einen KIA Forte und belegte abermals den dritten Meisterschaftsrang. 2011 wurde Lo mit drei Siegen Vizemeister. Darüber hinaus war Lo in verschiedenen Honda-Modellen für zwei Jahre in der Hong Kong Touring Car Championship aktiv. Nachdem er sich 2009 mit zwei Siegen den Meistertitel gesichert hatte, schloss er die Saison 2010 mit vier Siegen auf dem zweiten Platz ab.
2011 plante Lo sein Debüt in der Tourenwagen-Weltmeisterschaft und meldete sich zum Saisonfinale in Macao in einem Peugeot 308 an. Die Teilnahme an einer weiteren Veranstaltung scheiterte aus logistischen Gründen. Nachdem er an den Testfahrten teilgenommen hatte, wurde er vom restlichen Wochenende ausgeschlossen, da sein Fahrzeug nicht dem Reglement entsprach.

## Persönliches
Lo ist verheiratet und hat zwei Kinder. Neben Lo Ka Chun selbst sind weitere Familienmitglieder Los in der Rennbranche tätig, wie beispielsweise sein Sohn Lo Pak Yu (盧栢汝) als Rennfahrer und dessen Großvater Lo Hung Pui (盧雄彪) als Mitglied des Rennteams für administrative Aufgaben.

## Karrierestationen
| - 1999: CTCC (Platz 2) - 1999: ATCC, Independents (Meister) - 2000: ATCC, Independents (Meister) - 2002: Asian Touring Car Series (Meister) - 2003: HKTCC (Platz 2) - 2004: Asian Touring Car Series (Meister) | - 2004: CTCC (Platz 2) - 2005: CTCC (Platz 2) - 2006: CTCC (Meister) - 2007: CTCC (Platz 4) - 2008: CTCC (Platz 4) - 2009: CTCC (Platz 3) | - 2009: HKTCC (Meister) - 2010: CTCC (Platz 3) - 2010: HKTCC (Platz 2) - 2011: CTCC (Platz 2) |